# Kasper Bryniczka
Kasper Bryniczka (ur. 15 kwietnia 1990 w Nowym Targu) – polski hokeista, reprezentant Polski.
Jego brat Władysław (ur. 1991) także został hokeistą.

## Kariera
- Orchard Lake St. Mary's (2005-2006)
- MMKS → Podhale Nowy Targ (2006-2017)
- Cracovia (2017-2020)
- Podhale Nowy Targ (2020-2022)

Wychowanek Podhala Nowy Targ. W sezonie 2006/2006 grał w amerykańskiej drużynie Orchard Lake St. Mary's w lidze United States High School (USHS). Później podjął występy w macierzystej drużynie nowotarskiej. W seniorskiej drużynie Podhala zadebiutował w meczu z GKS Katowice 2 października 2007 w ramach rozgrywek o Puchar Polski. W Ekstralidze zadebiutował 4 stycznia 2009 w meczu z Cracovią. Pierwszą bramkę strzelił 25 lutego 2009 w drugim meczu półfinałowym play-off z GKS Tychy. W maju 2014 przedłużył kontrakt z klubem o rok. Po sezonie PHL 2016/2017 odszedł z Podhala. Od maja 2017 zawodnik Cracovii. W czerwcu 2020 ponownie został zawodnikiem Podhala. W połowie 2022 ogłosił zakończenie kariery.
W barwach reprezentacji Polski do lat 18 uczestniczył w turniejach mistrzostw świata juniorów do lat 18 w 2007, 2008 (Dywizja IB) oraz w barwach reprezentacji Polski do lat 20 uczestniczył w turniejach mistrzostw świata juniorów do lat 20 w 2009, 2010 (Dywizja I). W barwach seniorskiej reprezentacji uczestniczył w turnieju mistrzostw świata w 2017 (Dywizja IA).

## Sukcesy
Klubowe
- Złoty medal mistrzostw Polski: 2010 z Podhalem Nowy Targ
- Brązowy medal mistrzostw Polski: 2015, 2016 z Podhalem Nowy Targ
- Superpuchar Polski: 2017 z Cracovią
- Finał Pucharu Polski: 2017 z Cracovią
- Srebrny medal mistrzostw Polski: 2019 z Cracovią

Indywidualne
- Mistrzostwa świata do lat 18 w hokeju na lodzie mężczyzn 2009/I Dywizja#Grupa A:
  - Najlepszy zawodnik reprezentacji Polski na turnieju[6]